# Colt Official Police

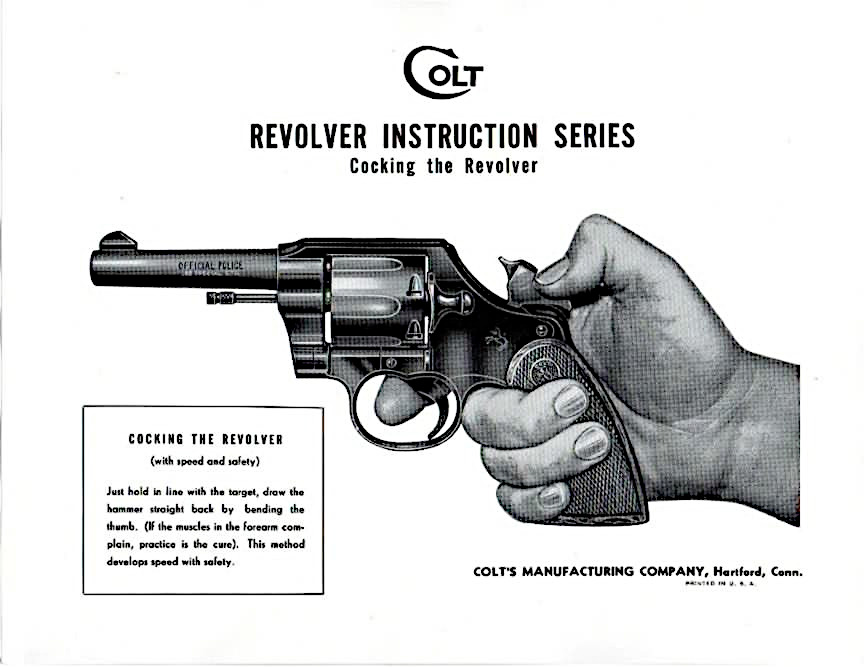
Le Colt Official Police à canon de 10 cm arma pendant plus de 50 ans les policiers de Chicago (Extrait d'un manuel d'utilisation du révolver Colt daté des années 1930).

Le Colt Official Police, successeur du Colt Army Special, visait le marché des polices fédérales et municipales américaines. Ses variantes principales sont les Colt Marshal et Colt Official Police Mark III. En France, il est connu par sa variante livrée à la Résistance : le Colt Commando.

## Technique
Ce revolver fonctionne en simple et double action.  Le chargement des cartouches et l'éjection des étuis vides se fait collectivement par basculement du barillet à gauche. La tige de l'éjecteur n'est pas protégée. La visée est fixe. L'arme est bronzée et les plaquettes de crosse sont en noyer lisse ou en caoutchouc durci et quadrillé.

## Spécifications
- Pays d'origine :  États-Unis
- Années de production : 1928 - 1969
- Fabricant : Colt's Manufacturing Company
- Type: Revolver de police
- Munitions :  .38 Special. Plus rarement chambré en .22 LR, .32-20, .38 S&W, .38/200 (de 1939 à 1945), et  .41 Long Colt (entre 1928 et 1945)
- Longueur du canon : 12,7 cm. Existait aussi en 10 et 15 cm voire plus court sur commande.
- Longueur de l'arme : 26 cm
- Masse de l'arme vide : 960 g (1050 g chargée)
- Capacité du barillet : 6 coups

## Diffusion
Dans les années 1930 à 1980, les Colt Official Police armèrent la majorité des polices municipales américaines, à égalité avec son concurrent, le S&W Model 10. Les services de police de Los Angeles (LAPD) et de New York (NYPD) en dotèrent leurs agents en uniforme tandis que les policiers travaillant en civil (comme les agents du FBI) préféraient sa version compacte, le Colt Detective Special. Les constables de la Gendarmerie royale du Canada perçurent aussi des Colt Official Police. La dotation en munitions était de 18 cartouches par revolver.

## Sources
- Yves Louis Cadiou, Colt. Volume II, Revolvers à cartouches métalliques, Éditions du Portail, 1994,  (ISBN 2-86551-020-4)
- Raymond Caranta, L'Aristocratie du pistolet, Crépin-Leblond, 1997.
- Daniel Casanova, Histoire du Revolver, E-T-A-I, 2014.
- Daniel Casanova, Les armes de la prohibition, Crépin Leblond, 2023.